# Singapore Open
Il Singapore Open è stato un torneo di tennis sia maschile e femminile facente parte del WTA Tour, del Grand Prix e dell'ATP Tour che si è giocato a Singapore dal 1986 al 1999.
La superficie usata è stata il cemento indoor nel 1986, e il cemento outdoor dal 1987 al 1999.

## Albo d'oro

### Singolare femminile
| Anno       | Categoria      | Vincitrice          | Finalista       | Punteggio        |
| ---------- | -------------- | ------------------- | --------------- | ---------------- |
| 1986       | Virginia Slims | Gigi Fernández      | Mercedes Paz    | 6–4, 2–6, 6–4    |
| 1987       | Virginia Slims | Anne Minter         | Barbara Gerken  | 6–4, 6–1         |
| 1988       | Virginia Slims | Monique Javer       | Leila Meskhi    | 7–6, 6–3         |
| 1989       | Virginia Slims | Belinda Cordwell    | Akiko Kijimuta  | 6–1, 6–0         |
| 1990       | Tier IV        | Naoko Sawamatsu (1) | Sarah Loosemore | 7–6(5), 3–6, 6–4 |
| 1991- 1993 | Non disputato  | Non disputato       | Non disputato   | Non disputato    |
| 1994       | Tier IV        | Naoko Sawamatsu (2) | Florencia Labat | 7–5, 7–5         |

### Doppio femminile
| Anno       | Categoria      | Vincitrici                                    | Finaliste                       | Punteggio     |
| ---------- | -------------- | --------------------------------------------- | ------------------------------- | ------------- |
| 1986       | Virginia Slims | Anna-Maria Fernández (1) Julie Richardson (1) | Sandy Collins Sharon Walsh      | 6–3, 6–2      |
| 1987       | Virginia Slims | Anna-Maria Fernández (2) Julie Richardson (2) | Barbara Gerken Heather Ludloff  | 6–1, 6–4      |
| 1988       | Virginia Slims | Natal'ja Bykova Natalija Medvedjeva           | Leila Meskhi Svetlana Černeva   | 7–6, 6–3      |
| 1989       | Virginia Slims | Belinda Cordwell Elizabeth Smylie             | Ann Henricksson Beth Herr       | 6–7, 6–2, 6–1 |
| 1990       | Tier IV        | Jo Durie Jill Hetherington                    | Pascale Paradis Catherine Suire | 6–4, 6–1      |
| 1991- 1993 | Non disputato  | Non disputato                                 | Non disputato                   | Non disputato |
| 1994       | Tier IV        | Patty Fendick Meredith McGrath                | Nicole Arendt Kristine Kunce    | 6–4, 6–1      |

### Singolare maschile
| Anno       | Vincitore         | Finalista        | Punteggio     |
| ---------- | ----------------- | ---------------- | ------------- |
| 1989       | Kelly Jones (1)   | Amos Mansdorf    | 6–1, 7–5      |
| 1990       | Kelly Jones (2)   | Richard Fromberg | 6–4, 2–6, 7–6 |
| 1991       | Jan Siemerink     | Gilad Bloom      | 6–4, 6–3      |
| 1992       | Simon Youl        | Paul Haarhuis    | 6–4, 6–1      |
| 1993- 1995 | Non disputato     | Non disputato    | Non disputato |
| 1996       | Jonathan Stark    | Michael Chang    | 6–4, 6–4      |
| 1997       | Magnus Gustafsson | Nicolas Kiefer   | 4–6, 6–3, 6–3 |
| 1998       | Marcelo Ríos (1)  | Mark Woodforde   | 6–4, 6–2      |
| 1999       | Marcelo Ríos (2)  | Mikael Tillström | 6–2, 7–6(5)   |

### Doppio maschile
| Anno       | Vincitori                              | Finalisti                          | Punteggio     |
| ---------- | -------------------------------------- | ---------------------------------- | ------------- |
| 1989       | Rick Leach Jim Pugh                    | Paul Chamberlin Paul Wekesa        | 6–3, 6–4      |
| 1990       | Mark Kratzmann Jason Stoltenberg       | Brad Drewett Todd Woodbridge       | 6–1, 6–0      |
| 1991       | Grant Connell Glenn Michibata          | Stefan Kruger Christo van Rensburg | 6–4, 5–7, 7–6 |
| 1992       | Todd Woodbridge (1) Mark Woodforde (2) | Grant Connell Glenn Michibata      | 6–7, 6–2, 6–4 |
| 1993- 1995 | Non disputato                          | Non disputato                      | Non disputato |
| 1996       | Todd Woodbridge (2) Mark Woodforde (2) | Martin Damm Andrej Ol'chovskij     | 7–6, 7–6      |
| 1997       | Mahesh Bhupathi Leander Paes           | Rick Leach Jonathan Stark          | 6–4, 6–4      |
| 1998       | Todd Woodbridge (3) Mark Woodforde (3) | Mahesh Bhupathi Leander Paes       | 6–2, 6–3      |
| 1999       | Maks Mirny Eric Taino                  | Todd Woodbridge Mark Woodforde     | 6–3, 6–4      |